# سيث جاي ماكي
سيث جاي ماكي (بالإنجليزية: Seth J. McKee)‏ هو ضابط أمريكي، ولد في 6 نوفمبر 1916 في ماكغيهي في الولايات المتحدة، وتوفي في 26 ديسمبر 2016 في سكوتسديل في الولايات المتحدة.